# Вентимилья, Майло
Ма́йло Э́нтони Венти́милья (англ. Milo Anthony Ventimiglia, родился 8 июля 1977, Анахайм) — американский актёр. Наиболее известен благодаря ролям Питера Петрелли в телесериале «Герои» (2006—2010), Джека Пирсона в телесериале «Это мы» (2016 — н. в.), а также Роберта Бальбоа в двух фильмах серии «Рокки» — «Рокки Бальбоа» (2006) и «Крид 2» (2018).

## Жизнь и карьера
Вентимилья родился в Анахайме, штат Калифорния, в семье Питера и Кэрол Вентимилья. Его отец — итальянец, у матери есть ирландские, английские, шотландские, французские и индейские (чероки) корни. В 12 лет начал играть в многочисленных школьных постановках. Получал стипендию в Американской Театральной Консерватории в Сан-Франциско.
После окончания консерватории поступил в Университет Калифорнии в Лос-Анджелесе и получил роль в сериале «Принц из Бел-Эйр». После нескольких маленьких ролей в таких сериалах как «CSI» и «Sabrina» и двух фильмов «Massholes» и «Sheer Bliss», он сделал прорыв в карьере, получив одну из главных ролей в сериале «Девочки Гилмор». Эта роль принесла актёру много хороших отзывов у публики.
После того, как он ушёл из сериала «Девочки Гилмор», он получил роль в «American Dreams». Там актёр играл соседа Мэг, которой вскружил голову. После остановки проекта Вентимилья принял участие в другом — «The Bedford Diaries». Но этот сериал провалился. После этого он получил роль в ещё одном сериале — «Герои».
Также Вентимилья тоже можно увидеть в фильмах «Stay Alive», «Рокки Бальбоа», в фильме ужасов «Патология» в 2008 вместе с Алиссой Милано. В 2007 снялся в клипе Fergie «Big Girls Don’t Cry». Так же его можно увидеть в клипе Priyanka Chopra «I Can’t Make You Love Me».
Занимается продюсированием.
В 2014 году Вентимилья получил одну из основных ролей в сериале ABC «Шёпот» с Лили Рэйб.
В 2025 году появился в первом эпизоде сериала «Последний отсчёт» в роли офицера DHS Роберта Дардена; гибель персонажа Вентимильи становится отправной точкой для сюжета сериала.

## Личная жизнь
С 2002 по 2006 год состоял в отношениях с коллегой по сериалу "Девочки Гилмор" Алексис Бледел. С 2007 по 2009 год встречался с коллегой по сериалу "Герои" Хейден Панеттьери.
В сентябре 2023 года женился на модели Джаре Мариано. 29 сентября 2024 года стало известно, что пара ждёт первенца.
В январе 2025 года дом актёра в Малибу сгорел во время пожаров в Лос-Анджелесе.
23 января 2025 года Майло и его супруга Джара стали родителями. У них родилась девочка, которую назвали Киала Корал Вентимилья.

## Фильмография
| Год       |   | Русское название             | Оригинальное название             | Роль                                            |
| --------- | - | ---------------------------- | --------------------------------- | ----------------------------------------------- |
| 1996—2003 | с | Сабрина — маленькая ведьма   | Sabrina, the Teenage Witch        | Letterman                                       |
| 1999      | ф | Это все она                  | She’s All That                    | футболист                                       |
| 1999      | ф | В погоне за мечтой           | Speedway Junky                    | Трэвис                                          |
| 2000      | с | C.S.I.: Место преступления   | CSI: Crime Scene Investigation    | Бобби Тейлор                                    |
| 2001—2003 | с | Девочки Гилмор               | Gilmore Girls                     | Джесс Мариано                                   |
| 2003      | с | Закон и порядок              | Law & Order: Special Victims Unit | Ли Хейли                                        |
| 2003      | ф | Просто праздник какой-то     | Winter Break                      | Мэтт Рэймонд                                    |
| 2005      | ф | Оборотни                     | Cursed                            | Бо                                              |
| 2005      | ф | 10 грязных поступков         | Dirty Deeds                       | Зак Харпер                                      |
| 2006      | ф | Остаться в живых             | Stay Alive                        | Лумис Кроули                                    |
| 2006—2006 | с | Дневники Бедфорда            | The Bedford Diaries               | Ричард Торн                                     |
| 2006—2010 | с | Герои                        | Heroes                            | Питер Петрелли                                  |
| 2006      | ф | Рокки Бальбоа                | Rocky Balboa                      | Роберт Бальбоа                                  |
| 2008      | ф | Патология                    | Pathology                         | Тэд Грей                                        |
| 2009      | ф | Геймер                       | Gamer                             | Рик Рейп                                        |
| 2010      | ф | Теория хаоса                 | Order of Chaos                    | Рик                                             |
| 2011      | ф | Разделитель                  | The Divide                        | Джош                                            |
| 2012      | ф | Папа-досвидос                | That's My Boy                     | Чад                                             |
| 2012      | ф | Статика                      | Static                            | Джонатан                                        |
| 2013      | с | Город гангстеров             | Mob City                          | Нед Стэкс                                       |
| 2013—2014 | с | Избранный                    | Chosen                            | Иэн Митчелл                                     |
| 2013      | ф | Одноклассники 2              | Grown Ups 2                       | парень из братства Майло                        |
| 2013      | ф | Сезон убийц                  | Killing Season                    | Крис Форд                                       |
| 2015      | с | Шёпот                        | The Whispers                      | Джон Доу / Шон Бенниган                         |
| 2015      | ф | Уолтер                       | Walter                            | Винс                                            |
| 2015      | ф | Шальная карта                | Wild Card                         | Дэнни Де Марко                                  |
| 2015      | с | Готэм                        | Gotham                            | Джейсон Леннон / Людоед                         |
| 2016      | ф | Безумный город               | Madtown                           | Денни Бриггс                                    |
| 2016—2022 | с | Это мы                       | This Is Us                        | Джек Пирсон                                     |
| 2016      | с | Девочки Гилмор: Времена года | Gilmore Girls: A Year in the Life | Джесс Мариано                                   |
| 2017      | ф | Сэнди Уэкслер                | Sandy Wexler                      | Барри Бубатци                                   |
| 2017      | ф | Дьявольские врата            | Devil’s Gate                      | Джексон Притчард                                |
| 2018      | ф | Крид 2                       | Creed II                          | Рокки Бальбоа – младший                         |
| 2018      | ф | Начни сначала                | Second Act                        | Трей                                            |
| 2019      | ф | Невероятный мир глазами Энцо | The Art of Racing in the Rain     | Дэнни Свифт                                     |
| 2023      | с | Твоя компания                | The Company You Keep              | Чарли Николетти                                 |
| 2023      | ф | Слай Сталлоне                | Sly                               | В роли самого себя, хроника, в титрах не указан |
| 2024      | ф | Территория зла               | Land of Bad                       | мастер-сержант Джон «Шугар» Свит                |
| 2025      | с | Последний отсчёт             | Countdown                         | офицер DHS Роберт Дарден                        |